# 加藤田平八郎
加藤田 平八郎（かとうだ へいはちろう、文化5年（1808年） - 明治8年（1875年）1月15日）は江戸時代後期の武士、剣術家（加藤田神陰流第9代）、武術家。数多くの他流試合をしたことで知られる。『加藤田日記』の著者としても知られる。諱は重秀、字は潜卿、号は益亭。弟に儒学者・加藤米山がいる。

## 生涯
文化5年（1808年）、久留米藩士・加藤十助の長男として生まれる。加藤家は、藩の剣術師範家として神陰流を伝える加藤田家の分家であった。11歳より加藤田新八に入門し神陰流を学ぶ。16歳で加藤田新八の娘を娶り、加藤田家の婿養子となる。
文政12年（1829年）、回国修行の旅に出る。九州北部、山陽地方、近畿地方、伊勢、四国の19か国を7か月で回り、この間に試合をした人数は998人にのぼった。
天保8年（1837年）、養父・加藤田新八が隠居し、加藤田家の家督を継ぐ。また同年、星野平左衛門より楊心流薙刀術・鎖鎌術を学んだ。
翌天保9年（1838年）、江戸で窪田清音（窪田派田宮流）のもとで修行するため再び回国修行の旅に出た。江戸で男谷信友（直心影流男谷派）と十本勝負で全勝、島田虎之助（直心影流男谷派）と八本勝負で全勝、6尺余（約1.8m以上）の長竹刀を使う小川八郎（小倉流）に判定勝ちした。この回国修行中、平八郎は4尺（約1.2m）の長竹刀を使って試合をしていたが、定寸の3尺3寸（約1m）の竹刀を使う千葉周作（北辰一刀流）には敗れたという。
武術だけでなく文筆にも堪能で、家督を継いだ天保8年（1837年）から明治7年（1874年）まで、毎夜、稽古の後に詳細な日記を記していた。この日記は現在は一部散逸しているが、現存分は『加藤田日記』として久留米の貴重な郷土史料となっている。また、万延元年（1860年）には、初心者への剣術指導法を記した『初学須知』を著した。この中で、自らの他流試合や剣術指導時の経験を分析して記している。
明治8年（1875年）1月15日没、享年68。平八郎の没後、息子の大介が自宅に道場を開き、加藤田神陰流剣術と楊心流薙刀術・鎖鎌術を指導した。
家督相続した天保8年（1837年）から没するまでに教えた門人は3500人を超えるという。奥免許を授けた12名の内、幕末期の名剣士の一人である松崎浪四郎、剣道範士となった梅崎弥一郎らが知られる。